# Карас (Намибия)
Карас (англ. ǁKaras Region) — является одной из 14 административных областей Намибии и крупнейшей по площади. Площадь области составляет 161 215 км². Численность населения равна 77 421 человек (на 2011 год). Административный центр — город Китмансхуп.

## Этимология
Самая южная область страны. Название Карас происходит из языка нама, от слова, обозначающего алоэ.

## География
Наивысшей точкой области является гора Шроффенштейн, высотой в 2202 метра. Карас протянулся от побережья Атлантического океана до границы с ЮАР. Часть атлантического побережья вокруг города Людериц входит в Шперргебит — Бриллиантовую закрытую зону. Восточнее Шперргебита к прибрежной территории выходят отроги Большого Уступа — горы Тирас. В область Карас входит также большинство из Пингвиновых островов, лежащих у побережья Намибии в Атлантическом океане. На юге области, по реке Оранжевая, проходит государственная граница между Намибией и ЮАР.

## Административное деление
В административном отношении область разделена на 7 избирательных районов:
- Berseba
- Karasburg East
- Karasburg West
- Keetmanshoop Rural
- Keetmanshoop Urban
- ǃNamiǂNûs
- Oranjemund

## Экономика
Через область проложены железные дороги Людериц — Китмансхуп и Виндхук — Китмансхуп. Последняя связана с железнодорожной сетью ЮАР.
Близ городов Ораньемунд и Рош-Пинах находятся разработки алмазных и рудных месторождений.

## Достопримечательности
К достопримечательностям Караса следует отнести город-призрак Колманскоп, каньон реки Фиш (второй по величине на планете), ферму Гариганус.